# Qaḑā' Şakhrah
Qaḑā' Şakhrah (arabiska: قضاء صخرة) är ett underdistrikt i Jordanien.   Den ligger i provinsen Ajlun, i den norra delen av landet, 50 km norr om huvudstaden Amman.